# Pápua sarlósfecske
A pápua sarlósfecske (Mearnsia novaeguineae) a madarak (Aves) osztályának sarlósfecske-alakúak (Apodiformes) rendjébe, ezen belül a  sarlósfecskefélék (Apodidae) családjába tartozó faj.

## Rendszerezése
A fajt Luigi D'Albertis és Tommaso Salvadori írták le 1879-ben, a Chaetura nembe Chaetura novaeguineae néven.

## Alfajai
- Mearnsia novaeguineae buergersi (Reichenow, 1917)
- Mearnsia novaeguineae novaeguineae (Albertis & Salvadori, 1879)[2]

## Előfordulása
Új-Guinea szigetén, Indonézia és Pápua Új-Guinea területén honos. Természetes élőhelyei szubtrópusi és trópusi síkvidéki esőerdők. Állandó, nem vonuló faj.

## Megjelenése
Testhossza 14 centiméter.

## Természetvédelmi helyzete
Az elterjedési területe nagy, egyedszáma pedig stabil. A Természetvédelmi Világszövetség Vörös listáján nem fenyegetett fajként szerepel.